# U.S. Indoor National Championships 1976
Lo U.S. Indoor National Championships 1976 è stato un torneo di tennis giocato sul sintetico indoor. È stata la 75ª edizione del torneo, che fa parte del Commercial Union Assurance Grand Prix 1976. Si è giocato a Salisbury negli Stati Uniti dal 14 al 20 febbraio 1976.

## Campioni

### Singolare
Ilie Năstase ha battuto in finale  Jimmy Connors con il punteggio di 6–2, 6–3, 7–6.

### Doppio
Fred McNair /  Sherwood Stewart hanno battuto in finale  Steve Krulevitz /  Trey Waltke con il punteggio di 6–3, 7–5